# Улица Кирику
Улица Ки́рику (эст. Kiriku tänav, с эст. — Церковная) — улица в историческом районе Старый город столицы Эстонии Таллине, находится на Вышгороде, проходит от площади Кирику к склону Вышгородского холма. 

## География
Расположена между улицами Тоом-Кооли и Тоом-Рюйтли.
Протяжённость — 66 метров.

## История
Название улицы связано с расположенным рядом с ней Домским собором (ул. Тоом-Кооли 6).
Название улицы в начале XX века — Церковная улица. В советское время (27 июня 1950 — 13 ноября 1989) носила название улица Рааматукогу (эст. Raamatukogu tänav, с эст. — Библиотечная).

## Застройка
Улица имеет историческую застройку, её регистровый адрес имеют 7 строений:
- д. 2 — 3-этажное офисное здание;
- д. 4 — 3-этажное офисное здание;
- д. 6 — бывший особняк Штакельберга, затем — Экономико-исторический музей Эстонии (эст. Majandusajaloo Muuseum, закрыт в 2016 году)[6];
- д. 6/2 — 2-этажное хозяйственное строение,
- д. 8/1 — 2-этажный жилой дом, построен примерно в 1940 году;
- д. 8/2, д. 8/3 — 1-этажные дома, построены примерно в 1940 году.